# Canton de Vesoul-2
Pour les articles homonymes, voir Canton de Vesoul (homonymie).
Le canton de Vesoul-2 est une division administrative française du département de la Haute-Saône.

## Histoire
Un nouveau découpage territorial de la Haute-Saône entre en vigueur à l'occasion des élections départementales de 2015. Il est défini par le décret du 17 février 2014, en application des lois du 17 mai 2013 (loi organique 2013-402 et loi 2013-403). Les conseillers départementaux sont, à compter de ces élections, élus au scrutin majoritaire binominal mixte. Les électeurs de chaque canton élisent au Conseil départemental, nouvelle appellation du Conseil général, deux membres de sexe différent, qui se présentent en binôme de candidats. Les conseillers départementaux sont élus pour 6 ans au scrutin binominal majoritaire à deux tours, l'accès au second tour nécessitant 12,5 % des inscrits au 1er tour. En outre la totalité des conseillers départementaux est renouvelée. Ce nouveau mode de scrutin nécessite un redécoupage des cantons dont le nombre est divisé par deux avec arrondi à l'unité impaire supérieure si ce nombre n'est pas entier impair, assorti de conditions de seuils minimaux. Dans la Haute-Saône, le nombre de cantons passe ainsi de 32 à 17.
Le canton de Vesoul-2 est formé de communes des anciens cantons de Vesoul-Est (12 communes) et d'une fraction de la commune de Vesoul. Il est entièrement inclus dans l'arrondissement de Vesoul. Le bureau centralisateur est situé à Vesoul.

## Représentation
| Période élective | Période élective | Mandat | Mandat   | Identité              | Nuance | Nuance | Qualité |
| ---------------- | ---------------- | ------ | -------- | --------------------- | ------ | ------ | --- |
| 2015             | 2021             | 2015   | 2021     | Marie-Dominique Aubry |        | LR     | Professeure, conseillère municipale de Vesoul                                                                                                |
| 2015             | 2021             | 2015   | 2021     | Benoît Thomassin      |        | DVD    | Ancien Vice-Président du syndicat CFTC de Haute-Saône Sapeur pompier professionnel Vice-Président de la Communauté d'agglomération de Vesoul |
| 2021             | 2028             | 2021   | en cours | Carole Michel         |        | DVD    | Directrice d'un cabinet d'expertise comptable, conseillère municipale de Vesoul                                                              |
| 2021             | 2028             | 2021   | en cours | Benoit Thomassin      |        | DVD    | Sapeur-pompier professionnel Conseiller sortant, Agir                                                                                        |

### Résultats détaillés

#### Élections de mars 2015
À l'issue du 1er tour des élections départementales de 2015, deux binômes sont en ballottage : Marie-Dominique Aubry et Benoît Thomassin (DVD, 30,14 %) et Céline Cote et Michel Monnier (FN, 22,38 %). Le taux de participation est de 55,94 % (6 170 votants sur 11 029 inscrits) contre 59,21 % au niveau départemental et 50,17 % au niveau national.
Au second tour, Marie-Dominique Aubry et Benoît Thomassin (DVD) sont élus avec 70,91 % des suffrages exprimés et un taux de participation de 54,1 % (3 740 voix pour 6 021 votants et 11 129 inscrits).

#### Élections de juin 2021
Le premier tour des élections départementales de 2021 est marqué par un très faible taux de participation (33,26 % au niveau national). Dans le canton de Vesoul-2, ce taux de participation est de 41,12 % (4 215 votants sur 10 251 inscrits) contre 40,34 % au niveau départemental. À l'issue de ce premier tour, deux binômes sont en ballottage : Carole Michel et Benoit Thomassin (DVD, 32,05 %) et Marie-Dominique Aubry et Bruno Bidoyen (LR, 31,95 %).
Le second tour des élections est marqué une nouvelle fois par une abstention massive équivalente au premier tour. Les taux de participation sont de 34,36 % au niveau national, 42,9 % dans le département et 45,35 % dans le canton de Vesoul-2. Carole Michel et Benoit Thomassin (DVD) sont élus avec 53,36 % des suffrages exprimés (2 150 voix pour 4 650 votants et 10 254 inscrits),,.

## Composition
| Nom                                 | Code Insee | Intercommunalité   | Superficie (km2) | Population (dernière pop. légale)                | Densité (hab./km2) | Modifier                                    |
| ----------------------------------- | ---------- | ------------------ | ---------------- | ------------------------------------------------ | ------------------ | ------------------------------------------- |
| Vesoul (bureau centralisateur)      | 70550      | CA de Vesoul       | 9,07             | Fraction : 10 002 (2022) Commune : 15 306 (2022) | 1 688              | modifier les données · modifier les données |
| Colombier                           | 70163      | CA de Vesoul       | 13,91            | 438 (2022)                                       | 31                 | modifier les données · modifier les données |
| Comberjon                           | 70166      | CA de Vesoul       | 3,57             | 144 (2022)                                       | 40                 | modifier les données · modifier les données |
| Coulevon                            | 70179      | CA de Vesoul       | 2,66             | 173 (2022)                                       | 65                 | modifier les données · modifier les données |
| Frotey-lès-Vesoul                   | 70261      | CA de Vesoul       | 7,63             | 1 367 (2022)                                     | 179                | modifier les données · modifier les données |
| Montcey                             | 70358      | CA de Vesoul       | 8,12             | 266 (2022)                                       | 33                 | modifier les données · modifier les données |
| Navenne                             | 70378      | CA de Vesoul       | 3,91             | 1 591 (2022)                                     | 407                | modifier les données · modifier les données |
| Quincey                             | 70433      | CA de Vesoul       | 12,63            | 1 359 (2022)                                     | 108                | modifier les données · modifier les données |
| Varogne                             | 70522      | CC Terres de Saône | 4,41             | 156 (2022)                                       | 35                 | modifier les données · modifier les données |
| Vellefrie                           | 70534      | CC Terres de Saône | 5,91             | 123 (2022)                                       | 21                 | modifier les données · modifier les données |
| La Villeneuve-Bellenoye-et-la-Maize | 70558      | CC Terres de Saône | 9,21             | 155 (2022)                                       | 17                 | modifier les données · modifier les données |
| Villeparois                         | 70559      | CA de Vesoul       | 3,32             | 190 (2022)                                       | 57                 | modifier les données · modifier les données |
| Vilory                              | 70569      | CC Terres de Saône | 4,15             | 68 (2022)                                        | 16                 | modifier les données · modifier les données |
| Canton de Vesoul-2                  | 7016       |                    |                  | 16 032 (2022)                                    |                    | modifier les données                        |

Le nouveau canton de Vesoul-2 comprend :
1. douze communes,
2. la partie de la commune de Vesoul située à l'est d'une ligne définie par l'axe des voies et limites suivantes : depuis la limite territoriale de la commune de Pusey, route départementale 457, route de Paris (route nationale 19), rue du Point-du-Jour, rue du Grand-Grésil, rue Miroudot-Saint-Ferjeux, rue Serpente, rue Saint-Georges, place de la République, rue Georges-Genoux, rue de l'Aigle-Noir, rue des Ilottes, rue Edgar-Faure, rue du Capitaine-Gramspacher, cours du Durgeon, rue du Commandant-Girardot, route nationale 57, jusqu'à la limite territoriale des communes de Navenne et d'Echenoze-la-Méline.

## Démographie
En 2022, le canton comptait 16 032 habitants, en évolution de −0,37 % par rapport à 2016 (Haute-Saône : −1,4 %, France hors Mayotte : +2,11 %).
| 2013   | 2018   | 2022   |
| ------ | ------ | ------ |
| 16 555 | 16 018 | 16 032 |